# Kannesteinen

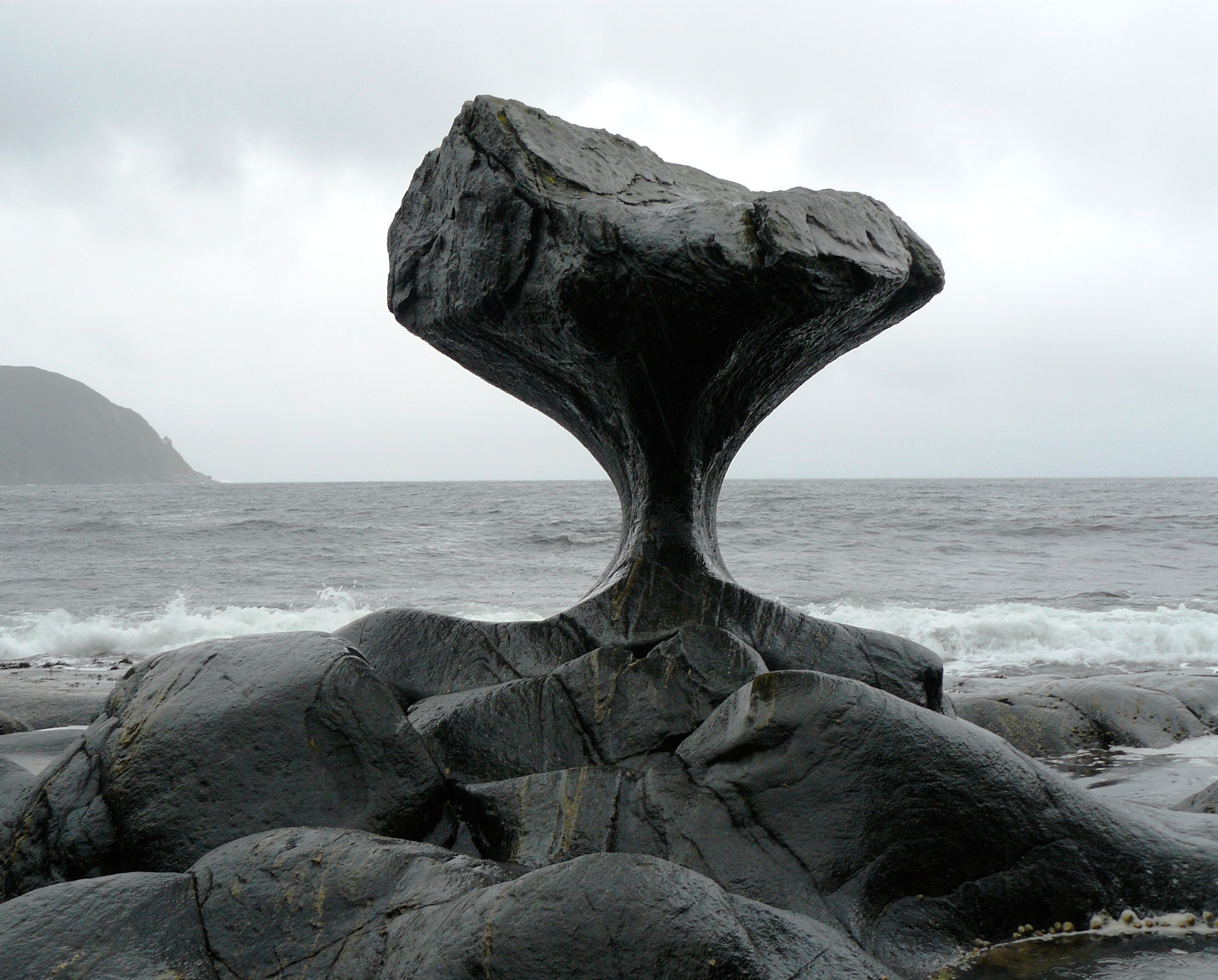
Kannesteinen

Kannesteinen – nietypowa forma skalna w kształcie grzyba, zlokalizowana w Norwegii, w gminie Vågsøy (okręg Sogn og Fjordane).
Forma Kannesteinu została wytworzona w drodze wielotysiącletniego oddziaływania fal morskich. Sam kamień ma, według różnych źródeł, około trzech do pięciu metrów wysokości i przyciąga wielu turystów, zwłaszcza w okresie letnim. Skała nie jest jednakowo atrakcyjna ze wszystkich stron, w związku z czym wytyczono specjalną trasę dla turystów, pod kątem najlepszych widoków na kamień. W projektach jest także uprzystępnienie skały turystom niepełnosprawnym.